# Johann Jakob (Montferrat)
Johann Jakob Palaiologos (Gian Giacomo Paleologo, * 23. März 1395; † 12. März (oder 13. September) 1445) war Markgraf von Montferrat von 1418 bis 1431 und von 1433 bis 1445. Er war der einzige Sohn von Markgraf Theodor II. und wurde mit dessen Tod dessen Nachfolger.
1414 bis zu seinem Regierungsantritt trug er den Titel eines Grafen von Aquosana, in seiner Regierungszeit war er kaiserlicher Generalvikar für Italien. 1431 musste er vor einer gegen Montferrat gerichteten Koalition nach Frankreich fliehen, und konnte erst zwei Jahre später seine Markgrafschaft wieder in Besitz nehmen.
Er heiratete vermutlich am 2. April 1407 Johanna von Savoyen (* 16. August 1392; † 1460), eine Tochter des Grafen Amadeus VII. Mit ihr hatte er fünf oder sechs Kinder:
- Johann IV. (Giovanni IV.), † 1464, 1445 Markgraf und 1464 Fürst von Montferrat
- Wilhelm X. (Guglielmo X.) (oder auch VIII.), * 1420, † 1483, 1464 Markgraf von Montferrat
- Amadea, (* ca. 1418; † 13. August 1440 auf Zypern); sie heiratete Johann II. König von Zypern, † 1458
- ? Isabella (* ca. 1419; † Mai 1475), heiratete Ludwig I. Markgraf von Saluzzo, † 1475
- Bonifatius IV. (Bonifacio IV.), * 1424, † 1494, 1483 Markgraf von Montferrat
- Theodor (Teodoro), * 1425, † 1484, Kardinal und Apostolischer Protonotar

| Personendaten    | Personendaten                                                       |
| ---------------- | ------------------------------------------------------------------- |
| NAME             | Johann Jakob                                                        |
| ALTERNATIVNAMEN  | Johann Jakob Palaiologos (vollständiger Name); Giagiacomo Paleologo |
| KURZBESCHREIBUNG | Markgraf von Montferrat                                             |
| GEBURTSDATUM     | 23. März 1395                                                       |
| STERBEDATUM      | 12. März 1445 oder 13. September 1445                               |